# Fylgja
Una Fylgja (literalmente: la que sigue) era, de acuerdo a la mitología nórdica, una criatura sobrenatural que acompañaba a una persona. Generalmente aparecía en la forma de un animal, que se creía que correspondía con el carácter de la persona o estilo de vida por lo que era probablemente concebido como el alma de la persona que se separaba del cuerpo. Un hombre guerrero consecuentemente tenía por ejemplo un lobo o un oso por fylgja. Estas aparecían durante el sueño, pero las sagas relatan que podían aparecer cuando una persona estaba despierta. Ver la propia era un presagio de muerte.
La fylgja tiene la habilidad de cambiar de forma, a veces un animal, representa la buena fortuna y el espíritu guardián de la hamingja (la buena suerte que acompañaba a los caudillos en los pueblos germánicos). Cuando aparecían en la forma de una mujer, eran, sin embargo, espíritus guardianes para la gente y clanes (aett).

## En la ficción moderna
En la trilogía La materia oscura de Philip Pullman, las personas de uno de los mundos paralelos que aparecen van acompañadas por sus daimonion, la personificación de su alma, con forma de animal de acuerdo al carácter de la persona. Guardan por tanto un gran parecido con los fylgjur.
En la serie So Weird, el personaje de Annie es acompañada por un espíritu guardián con forma de pantera, algo semejante a una fylgja.